# Tình trạng bảo tồn
Tình trạng bảo tồn của một đơn vị phân loại (ví dụ một loài) chỉ khả năng đơn vị đó còn tồn tại và vì sao đơn vị đó tuyệt chủng trong tương lai gần. Nhiều yếu tố được tính đến khi đánh giá tình trạng bảo tồn: không chỉ đơn giản là số lượng cá thể còn lại, mức tăng hoặc giảm số lượng theo thời gian, tỉ lệ phối giống thành công và các mối đe dọa đã biết cũng quyết định phần lớn đến tình trạng bảo tồn. Nhiều hệ thống đánh giá tình trạng bảo tồn đã ra đời và đang được dùng ở các cấp độ quốc tế, đa quốc gia, quốc gia và địa phương.

## Hệ thống đánh giá quốc tế

### Sách đỏ IUCN về các loài bị đe dọa
Sách đỏ IUCN về các loài bị đe dọa là danh sách tốt nhất được biết đến về tình trạng bảo tồn và hệ thống đánh giá. Sách đỏ IUCN phân chia các loài vào 9 nhóm được thiết lập thông qua các tiêu chí như tỉ lệ suy giảm, quy mô dân số, diện tích phân bố, mật độ dân số và độ phân mảnh.
Sách đỏ IUCN đã bao gồm các loài đã tuyệt chủng từ những năm 500 trước Công Nguyên. Khi tạo lập Sách đỏ, thuật ngữ "bị đe dọa" được phân chia thành ba loại nhỏ hơn: cực kỳ nguy cấp, nguy cấp và sắp nguy cấp.
- Tuyệt chủng (EX: Extinct) – Không còn cá thể nào đã biết đến còn tồn tại
- Tuyệt chủng trong tự nhiên (EW: Extinct in the wild) – Không ghi nhận được cá thể nào qua các cuộc khảo sát kỹ lưỡng ở sinh cảnh đã biết và hoặc sinh cảnh dự đoán, vào những thời gian thích hợp (theo ngày, mùa năm) xuyên suốt vùng phân bố lịch sử của loài
- Cực kỳ nguy cấp (CR: Critically endangered) – Nguy cơ tuyệt chủng vô cùng cao trong tự nhiên
- Nguy cấp (EN: Endangered) – Nguy cơ tuyệt chủng cao trong tự nhiên
- Sắp nguy cấp (VU: Vulnerable) – Nguy cơ trở thành loài bị đe dọa tuyệt chủng
- Sắp bị đe dọa (NT: Near threatened) – Khả năng bị đe dọa cao trong tương lai gần
- Ít quan tâm (LC: Least concern) – Khả năng bị đe dọa thấp nhất; không đủ điều kiện để phân loại mức độ đe dọa cao hơn
- Thiếu dữ liệu (DD: Data deficient) – Không đủ dữ liệu để đánh giá nguy cơ tuyệt chủng
- Chưa được đánh giá (NE: Not evaluated) – Chưa được đánh giá theo các tiêu chí

### Công ước quốc tế
Công ước về thương mại quốc tế các loài động, thực vật hoang dã nguy cấp (CITES) nhằm đảm bảo việc thương mại quốc tế các loài động, thực vật hoang dã nguy cấp không đe dọa sự sống của chúng. Nhiều quốc gia yêu cầu giấy phép CITES khi nhập khẩu động thực vật được liệt kê trong Công ước CITES.

## Hệ thống đánh giá đa quốc gia
Tại Liên minh châu Âu (EU), Birds Directives và Habitats Directives là những công cụ pháp lý đánh giá tình trạng bảo tồn của các loài và môi trường sống trong EU.
Tình trạng bảo tồn NatureServe tập trung vào Châu Mỹ Latinh, Hoa Kỳ, Canada và Vùng Caribe. Nó được phát triển bởi các nhà khoa học đến từ NatureServe, The Nature Conservancy và mạng lưới các chương trình nghiên cứu di sản tự nhiên và các trung tâm dữ liệu. Hệ thống này đang ngày càng được tích hợp với hệ thống Sách đỏ IUCN. Các phân loại của Tình trạng bảo tồn NatureServe cho các loài gồm có: đã tuyệt chủng (GX), có thể đã tuyệt chủng (GH), cực hiếm (G1), hiếm (G2), sắp bị đe dọa (G3), dễ bị đe dọa (G4) và an toàn (G5). Hệ thống này cũng cho phép sử dụng các cấp bậc không rõ ràng hoặc không chắc chắn bao gồm cả cấp bậc số không chính xác (ví dụ G2?) và cấp bậc phạm vi (ví dụ G2G3) khi cấp bậc chính xác không thể hiện đủ. NatureServe còn thêm một ngoại lệ cho các loài chỉ bị nuôi nhốt hoặc trồng được (C), có nghĩa tương tự trong Sách đỏ IUCN là tuyệt chủng trong tự nhiên (EW).
Sách Đỏ của Liên Bang Nga được sử dụng tại Nga và được chấp nhận tại một bộ phận nhỏ của Châu Phi.

## Hệ thống đánh giá quốc gia
Tại Úc, Luật Bảo vệ Môi trường và Bảo tồn Đa dạng sinh học năm 1999 (EPBC Act) mô tả danh sách các loài bị đe dọa, cộng đồng sinh thái và các quá trình đe dọa. Các phân loại được chia giống trong Sách đỏ IUCN năm 1994 (phiên bản 2.3). Trước khi có EPBC Act, hệ thống đánh giá đơn giản hơn được lấy từ Luật Bảo vệ Loài Nguy Cấp năm 1992. Một số chính quyền tiểu bang và vùng lãnh thổ cũng có hệ thống đánh giá riêng của họ cho tình trạng bảo tồn.
Tại Bỉ, Viện Nghiên cứu Flemish về Rừng và Tự nhiên xuất bản một bộ 150 chỉ số tự nhiên bằng ngôn ngữ Hà Lan.
Tại Canada, Ủy ban về các Trạng thái của Động vật Nguy cấp trong Tự nhiên (COSEWIC) là một nhóm các chuyên gia đánh giá và chỉ định các loài hoang dã có nguy cơ biến mất khỏi Canada. Theo Luật Động vật Nguy cấp (SARA), chính quyền có thể dùng các biện pháp để bảo vệ một cách hợp pháp các loài được chỉ định bởi COSEWIC.
Tại Trung Quốc, Chính quyền, các tỉnh và một số quận đã xác định nhiệm vụ bảo vệ các loài động vật hoang dã của họ theo Sách đỏ Trung Hoa.
Tại Phần Lan, một số lượng lớn các loài được bảo vệ theo Luật Bảo tồn Thiên nhiên và thông qua EU Habitats Directive và EU Birds Directive.
Tại Đức, Cơ quan Liên bang về Bảo tồn Thiên nhiên công bố "danh sách đỏ các loài bị đe dọa".
Ấn Độ có Luật Bảo vệ Đời sống Hoang dã năm 1972, sửa đổi năm 2003 và Luật Đa dạng Sinh học năm 2002.
Tại Nhật Bản, Bộ Môi trường xuất bản Sách đỏ Nhật Bản về Đời sống Hoang dã.